# Dries van der Lof
Dries van der Lof (Emmen, 1919. augusztus 23. – Enschede,1990. május 24.) holland autóversenyző.

## Pályafutása
1952-ben részt vett a Formula–1-es világbajnokság holland versenyén. Jan Flinterman-al együtt, aki szintén futam nevezői közt volt, ők lettek Hollandia első versenyzői a sorozatban.
Dries a tizennegyedik helyről indult a futamon. A kilencven körös viadalon mindössze hetven kört teljesített, így eredménye nem volt értékelhető.

## Eredményei

### Teljes Formula–1-es eredménysorozata
(Táblázat értelmezése)

(Félkövér: pole-pozícióból indult; dőlt: leggyorsabb kört futott) 

| Év   | Csapat                    | Modell | Motor           | 1   | 2   | 3   | 4   | 5   | 6   | 7      | 8   | Helyezés | Pont |
| ---- | ------------------------- | ------ | --------------- | --- | --- | --- | --- | --- | --- | ------ | --- | -------- | ---- |
| 1952 | Hersham and Walton Motors | HWM 52 | Alta Straight-4 | SUI | 500 | BEL | FRA | GBR | GER | NED Ki | ITA | -        | 0    |

## Külső hivatkozások
- Profilja a grandprix.com honlapon (angolul)
- Profilja a statsf1.com honlapon (angolul)